# Gokul, Hubli
Gokul là một làng thuộc tehsil Hubli, huyện Dharwad, bang Karnataka, Ấn Độ.